# Hardanger

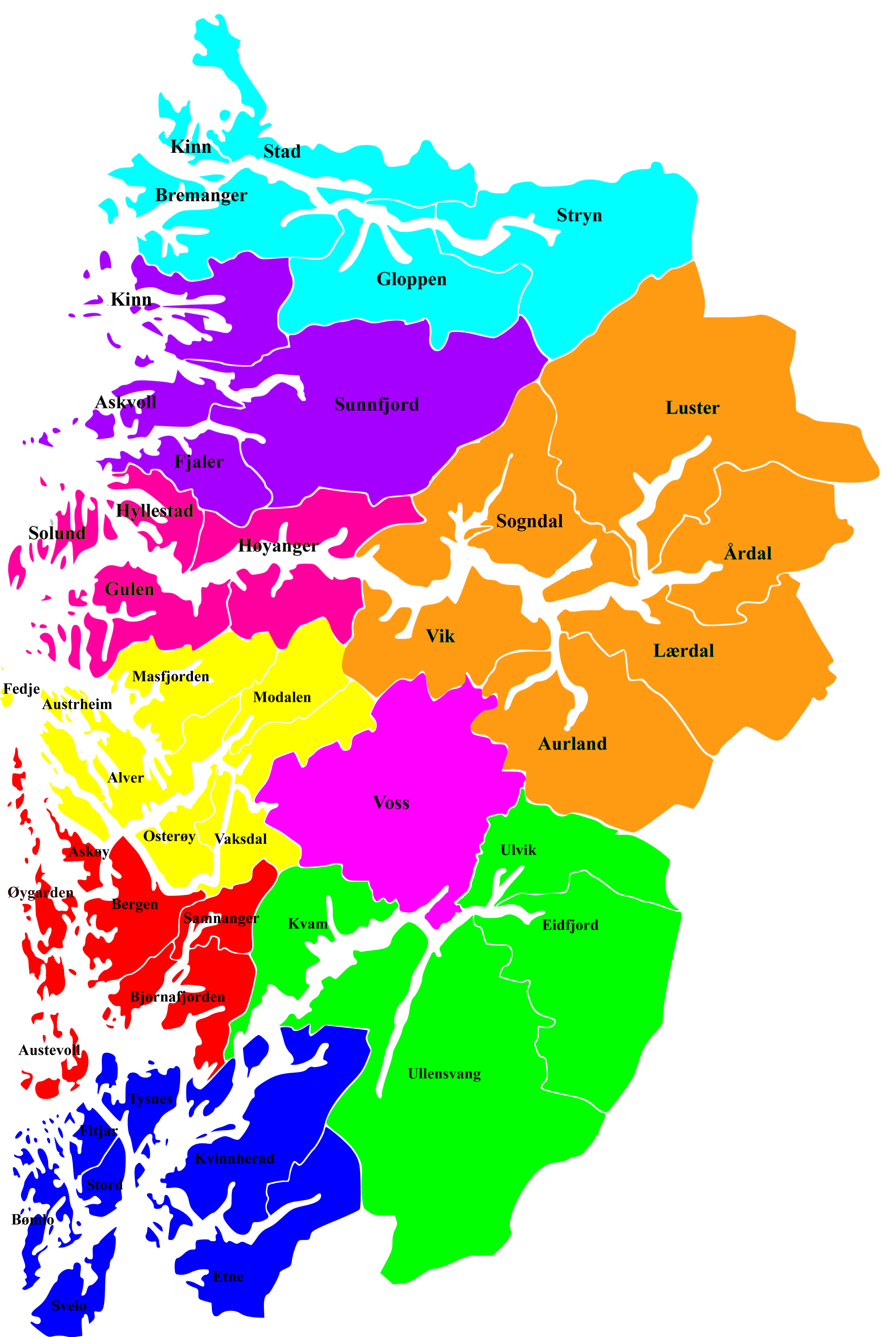
Vestland Fylke. Hardanger ist grün dargestellt

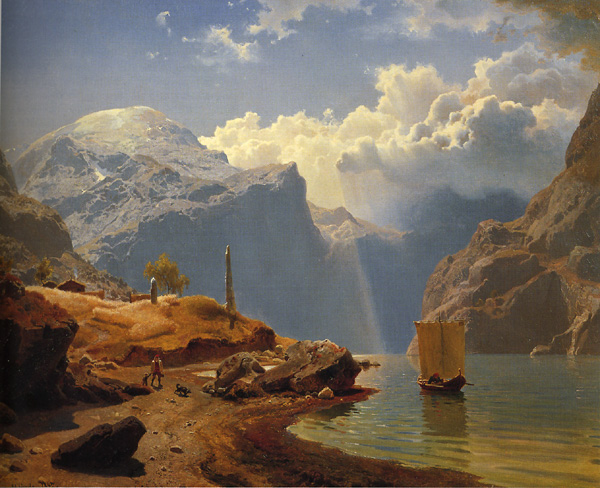
Fra Hardanger, Hans Gude, 1847

Hardanger (norwegische Aussprache: [hɑrˈdɑŋːər]) ist der Name einer Region im Süden der Provinz (Fylke) Vestland in Norwegen. Hardanger umfasst die Kommunen Ullensvang, Eidfjord, Ulvik, Kvam sowie die Teile von Voss Herad, die früher die Gemeinde Granvin bildeten.
Die Gegend ist bekannt für ihre malerischen Fjorde und hochansteigenden Berge an ihren Ufern mit dramatischen Wasserfällen und Gletschern. Hardanger ist ein wichtiges Obstanbaugebiet Norwegens.
Nach der Region Hardanger sind benannt:
- die Hardangerfiedel, ein zehnsaitiges Streichinstrument
- der Hardangerfjord
- der Hardangerjøkul, ein Gletscher
- die Hardangerlefse, ein haltbares Fladenbrot
- die Hardanger-Sticktechnik
- die Hardangervidda, das Fjell (Hochebene) und der Nationalpark